# Lijst van coaches van het Gibraltarees voetbalelftal (mannen)
Dit is een lijst van bondscoaches van het Gibraltarees voetbalelftal mannen.

## Bondscoaches
| Naam         | Land van herkomst | Begin periode    | Einde periode    | Prijzen | Opmerkingen/Wijze van vertrek           |
| ------------ | ----------------- | ---------------- | ---------------- | ------- | --------------------------------------- |
| Allen Bula   | Gibraltar         | 1 februari 2009  | 2 maart 2015     |         | Ontslagen                               |
| David Wilson | Schotland         | 6 maart 2015     | 6 juli 2015      |         | Interim, Jeff Wood vervangt hem         |
| Jeff Wood    | Engeland          | 6 juli 2015      | 19 februari 2018 |         | Andere functie, Desi Curry vervangt hem |
| Desi Curry   | Noord-Ierland     | 20 februari 2018 | 28 juni 2018     |         | Interim, Julio Ribas vervangt hem       |
| Julio Ribas  | Uruguay           | 1 juli 2018      |                  |         |                                         |

GFA · A-internationals · Bondscoaches · Statistieken · Vrouwenelftal · Olympisch elftal · Gibraltar U19 · Gibraltar U17
2010 – 2019 ·
2020 − 2029
2013 ·
2014 ·
2015 ·
2016 ·
2017 ·
2018 ·
2019 ·
2020 ·
2021 ·
2022 ·
2023 ·
2024
Andorra ·
Armenië ·
België ·
Bosnië en Herzegovina ·
Bulgarije ·
Cyprus ·
Denemarken ·
Duitsland ·
Estland ·
Faeröer ·
Frankrijk ·
Georgië ·
Grenada ·
Griekenland ·
Ierland ·
Kosovo ·
Kroatië ·
Letland ·
Liechtenstein ·
Litouwen ·
Malta ·
Moldavië ·
Montenegro ·
Nederland ·
Noord-Macedonië ·
Noorwegen ·
Polen ·
Portugal ·
San Marino ·
Schotland ·
Slovenië ·
Slowakije ·
Turkije ·
Wales ·
Zwitserland